# 真宗大谷派岡崎別院
真宗大谷派岡崎別院（しんしゅうおおたにはおかざきべついん）は、京都市左京区岡崎にある真宗大谷派の寺院。本山東本願寺の別院。本尊は阿弥陀如来。白川通から丸太町通を西に入ったところにあり、近隣には金戒光明寺や岡崎公園がある。この地は親鸞が住んでいた岡崎草庵の跡地と伝えられている。

## 歴史
江戸時代に流布した親鸞の伝記である『親鸞聖人正統伝』によると、29歳の時に比叡山延暦寺を下りて法然の門下に入った親鸞が、この地に草庵を結んでここから吉水の法然の下へ通っていたと伝えられる。また、親鸞が関東から帰洛した際に最初に入ったのもこの「親鸞屋敷」と呼ばれていた岡崎草庵であったという。
享和元年（1801年）、その親鸞ゆかりの地である当地に東本願寺第20代門首達如と門徒により岡崎御坊が建立された。
1879年（明治9年）に岡崎別院と改められる。
1889年（明治22年）に新門（次の門首）の学問所である御学館が移築され、清池館と命名された（現・輪番所）。御学館では、彰如（句仏上人）が学び、1891年（明治24年）には清沢満之が主任となった。また1916年（大正5年）には金子大栄を中心に学生の勉強会である「鏡池会」が発足する。この会には後に曽我量深も参加したと記録されている。
2021年（令和3年）夏から2023年（令和5年）春にかけて岡崎別院総合整備事業として、長年の懸案事項であった境内地及び建物の経年劣化と耐震補強に対応するため、本堂・茶室の修復及び庫裏・寺務所の全面改修並びに境内地の全面整備が予定されている。
山門の横の境内地にはホテルオークラ京都 岡崎別邸が建てられている。

## 境内
- 本堂 - 享和元年（1801年）に東本願寺第20代達如と門徒によって建立。
- 鏡池 - 本堂の西側にある石柵で囲われた小さな池。「姿見の池」とも呼ばれる。親鸞が承元の法難で越後国に配流されるおりに姿を映して名残を惜しんだ池と伝わる。
- 八房の梅 - 鏡池の西側にある。親鸞手植えの梅の木の由緒を伝えるもので、現在次の世代担う「八房の梅」を生育中。
- 庫裏
- 茶室「翠雲亭」 - 達如により本堂とほぼ同じ時期に建てられたとされる。扁額「翠雲」はその当時の前大徳寺宙宝禅師の筆。この額の名称から「翠雲亭」と呼ばれる。当時二階建ての茶室である「延賞台」が池の西側にあり、延賞台八景として幾多の詩歌にうたわれていたが、第2室戸台風で倒壊している。
- 庭園 - 池泉回遊式庭園。池の中央には朱塗りの橋「必度橋」が架かり、庭園にいっそうの趣が感じられる。「必度橋」は大谷専修学院元院長信國淳により命名された。朽ちていたこの橋も、2009年（平成21年）6月16日に山城第2組の寺院住職や門徒の手で足場が組まれて塗装と床の張り替えがなされ、同年7月31日に渡り初め式が行われた。
- 輪番所 - 1889年（明治22年）に移築され、清池館と命名されていた。
- 山門